# Jernfremstilling
Jernfremstilling (herunder jernudvinding) er processer, hvor man fremstiller jern ud fra forskellige malme, først og fremmest hæmatit (Fe2O3) og magnetit (Fe3O4).
Hvis malmen derimod er svovlholdig, må den først gennemgå en "ristning". Den består i, at man opvarmer malmen under tilførsel af luft. Ilten vil da oxidere svovlforbindelserne, så der dannes svovldioxid, der kan udledes til atmosfæren. Når svovlet er fjernet, kan jernet udvindes ved almindelige metoder.

## Jernudvinding
Ved jernudvinding menes ofte den primitive, førindustrielle udvinding af jern, der har foregået siden jernalderen og i visse afrikanske lande frem til vor tid. Jernudvinding er kendetegnet ved at foregå i simple lerovne og ved meget ofte at ske på basis af hæmatitmalm eller myremalm, der kan indsamles ved jordoverfladen uden brug af avancerede hjælpemidler.
Desuden kendetegnes jernudvinding ved altid at foregå efter den såkaldte direkte metode, der egner sig til at fremstille små mængder rent jern i form af jernsvamp, der kun kræver en kortvarig efterbehandling for at kunne bearbejdes til redskaber. I modsætning hertil anvender man i dag industrielt den indirekte metode, der er langt mere effektiv hvad udnyttelse af malmen angår, men hvis slutprodukt råjern på grund af det høje kulstofindhold kræver en omfattende efterbehandling, før det kan anvendes til praktiske formål.

### Jernudvinding i Danmark
Jernudvinding i Danmark har foregået siden ca. 500 f.Kr. og frem til sidste halvdel af 1700-tallet. Den tidligste jernudvinding er foregået i små lerklædte gruber, og fra ca. 200 f.Kr. kender vi de lidt større nedgravede jernudvindingsovne Espevej-ovnen og Skovmark-ovnen.
Fra omkring år 200 benyttedes i Danmark den større skaktovn Drengsted-ovnen (identisk med Scharmbeck-ovnen), specielt i Sønderjylland og Vestjylland (bl.a. Snorup). Under ovnen findes en ca. 80 cm dyb og lige så bred slaggegrube, hvor de dannede jernslagger samler sig og danner en størknet blok. Disse slaggeblokke vejer gennemsnitlig 250 kg, men enkelte blokke på op mod 500 kg er fundet. På trods af, at landmænd gennem generationer har opgravet disse blokke, fordi de generer pløjningen, skønnes det, at der stadig ligger mellem 10.000 og 20.000 sådanne slaggeblokke fordelt i Jylland.
Der vides ikke meget om Drengsted-ovnens efterfølgere, vikingetidens jernudvindingsovne, da disse i lighed med de langt tidligere Espevej- og Skovmark-ovne ikke var forsynet med en slaggegrube, der lå dybere end det nuværende pløjelag. Følgelig er langt flertallet af bevarede ovne blevet ødelagt under pløjning. Det formodes, at man i vikingetiden har benyttet simple lerovne, der har stået på jordoverfladen.

## Moderne jern- og stålproduktion
Ved moderne stålproduktion omdannes malmen til jern ved reduktion med kulstof i en højovn. Højovnen påfyldes løbende ovenfra med nøje afpassede mængder af jernmalm, koks og et flusmiddel som f.eks. kalksten. Samtidig sendes ophedet luft ind under tryk fra neden.
I højovnen reagerer koksene med ilten i luften og der opstår kulilte:
6 C + 3 O2 → 6 CO
Kulilten reducerer jernmalmen (i eksemplet nedenfor er det hæmatit), så der dannes smeltet jern. Samtidig bliver kulilten til CO2:
6 CO + 2 Fe2O3 → 4 Fe + 6 CO2
Flusmidlet er nødvendigt for at bringe urenheder i jernmalmen til smeltning. Det drejer sig først og fremmest om kiselilte, sand og andre silikater. Det mest brugte flusmiddel er kalksten (i hovedsagen = calciumkarbonat) og dolomit (som desuden indeholder magnesiumkarbonat), men andre flusmidler kan også tages i brug, hvis der er særlige urenheder, der skal fjernes fra malmen. I højovnens varme omdannes kalkstenen til brændt kalk:
CaCO3 → CaO + CO2
Derefter forbinder den brændte kalk, calciumoxiden, sig med kiselilten og danner en flydende "slagge".
CaO + SiO2 → CaSiO3
Slaggen bliver holdt smeltende i højovnens varme, hvilket man ikke kunne have opnået med kiselilten. Nede i bunden af højovnen flyder slaggen oven på den tungere masse af smeltet jern, og gennem aftapningssteder i siden på højovnen kan man lade enten slagge eller jern flyde ud. Når jernet er afkølet kaldes det støbejern, som kan forarbejdes til andre jernprodukter, først og fremmest stål og smedejern. Slaggemassen kan knuses og bruges som vejfyld eller som en fosforholdig gødning.
I 2000 blev der brudt ca. 1100 millioner tons jernmalm i hele verden. Malmen havde en bruttoværdi på det internationale marked af ca. 25 milliarder US dollars. Jernmalm brydes i 48 lande, hvoraf de 5 største er Kina, Brasilien, Australien, Rusland og Indien, der tilsammen dækker 70% af verdens behov for jernmalm. De 1100 millioner tons jernmalm blev brugt til at fremstille ca. 572 millioner tons råjern.
Man kan lave selv fremstille jern af fx magnetit. Man kan også lave jern af myremalm ligesom vikingerne.